# Монтелеоне Сабино
Монтелео̀не Сабѝно (на италиански: Monteleone Sabino) е село и община в Централна Италия, провинция Риети, регион Лацио. Разположено е на 496 m надморска височина. Населението на общината е 1278 души (към 2010 г.).